# Pionites
Pionites Heine, 1890 è un genere di uccelli della famiglia degli Psittacidi, originari dell'Amazzonia.

## Descrizione
Al genere appartengono due specie di pappagalli compatti e forti, di taglia medio-piccola, molto belli, colorati, privi di dimorfismo sessuale.
I testanera sono occasionalmente conosciuti come "pappagalli dai sette colori", perché oltre ad avere gli occhi rossi, ogni caicco include nel suo piumaggio nero, verde, giallo, arancio, piume bianche e blu.

## Biologia
Vivono di frutti e semi, passando la maggior parte del loro tempo fra le cime degli alberi, al foraggiamento e giocare. Le penne delle ali producono un caratteristico suono ronzante in volo.
Non sono particolarmente buoni volatori, si stancano facilmente dopo aver percorso brevi distanze. Tendono inoltre ad essere goffi e lenti in aria rispetto ad altri uccelli. Spesso preferiscono camminare, arrampicarsi, o saltare. Sono eccellenti arrampicatori, con i piedi e le gambe molto forti.
Hanno un sistema sociale che è un po' insolito per pappagalli. Tendono a vivere in un clan di cinque o dieci famiglie imparentate in un singolo albero enorme. Essi formano rapporti duraturi, positivi e negativi, con altri membri del clan. Sono estremamente competitivi per il territorio. Possono essere meno vincolati nella scelta della coppia rispetto ai grandi pappagalli. In cattività possono essere più amichevoli di altri pappagalli, diventa molto possessivi e gelosi del loro "compagno umano" rispetto ad altri membri della famiglia.
Sono stati soprannominati in avicoltura come "il pappagallo ballerino" per la loro abitudine di saltare e "ballare", soprattutto se incoraggiato da battimani ritmico.

## Distribuzione e habitat
Sono nativi del bacino amazzonico in Sud America, con la testa nera a nord del Rio delle Amazzoni, e il ventre bianco al sud.
Generalmente preferiscono le zone boschive.

## Tassonomia
Il genere Pionites comprende due specie:
- Pionites leucogaster (Kuhl, 1820) - caicco ventrebianco
- Pionites melanocephalus (Linnaeus, 1758) - caicco testanera

## Allevamento
Storicamente, sono stati ritenuti non idonei come animali domestici, perché venivano catturati dai loro habitat e non accettavano la cattività. Questo venne smentito dai primi soggetti allevati a mano, che produsse degli esemplari docili e affettuosi.
L'allevamento in cattività sta crescendo notevolmente, la specie più comune è il caicco testanera primo ad essere introdotto in cattività, ma la popolarità del caicco ventrebianco è in rapida crescita. L'allevamento a mano, pratica divenuta molto comune, ha fatto sì che questa spicie diventasse l'animale da compagnia ideale, amano giocare con gli oggetti offerti e stare appollaiati sulla schiena.
Mostrano anche un comportamento univoco noto come surfing, dove l'uccello con vigore strofina il suo volto, ali e petto contro qualsiasi elemento vicino morbido (ad esempio tappeti, asciugamani, cuscini, carta sgualcita, tende o capelli umani), mentre usano il loro becco per stiracchiarsi. In questo, l'uccello mostrerà movimenti a scatti e può rotolare più volte. Questo comportamento è pensato per essere un movimento di pulizia o di balneazione e si verifica indipendentemente dall'età e dal sesso. In natura, usano le foglie bagnate, invece di tappeti o asciugamani.
Rispetto al volume di grandi pappagalli, sono abbastanza tranquilli, se adeguatamente addestrati. Hanno una chiamata particolare che è stata paragonata ad un rilevatore di fumo, utilizzate per la segnalazione e per entrare in contatto con i membri della famiglia che sono fuori del campo visivo. Questa chiamata è molto acuta e abbastanza forte per avvisare i membri attraverso la giungla o abitanti appartamenti vicini. Sono estremamente attivi, preferiscono un sacco di interazione fisica, prolifici. Possono essere diffidenti o aggressivi verso altre specie di pappagallo, quindi i potenziali acquirenti dovrebbero fare attenzione se hanno o intendono avere altri tipi di pappagalli. Possono anche essere molto esigenti di attenzione umana, un pappagallo molto testardo non facilmente distraibile con giochi o cibo se ha in mente altro.